# NGC 1439
NGC 1439 ist eine Elliptische Galaxie  vom Hubble-Typ E1 im Sternbild Eridanus am Südsternhimmel. Sie ist schätzungsweise 70 Millionen Lichtjahre von der Milchstraße entfernt und hat einen Durchmesser von etwa 50.000 Lichtjahren. NGC 1439 ist Mitglied des Eridanus-Galaxienhaufens.

Im selben Himmelsareal befinden sich u. a. die Galaxien NGC 1414, NGC 1422, NGC 1426.
Das Objekt wurde von dem deutsch-britischen Astronomen William Herschel im Jahr 1784 mithilfe eines 18,7-Zoll-Teleskops entdeckt.